# 1942 год в истории железнодорожного транспорта
1942 год в истории железнодорожного транспорта СССР отмечен массовым строительством железных дорог, из которых самой длинной (978 км) стала Волжская рокада. Всего за год было построено 2807 км новых дорог общего назначения, что является максимальным результатом в годы Великой Отечественной войны и лишь немного уступает результату предвоенного 1940 года: 3176 км.
Было создано Главное управление военно-восстановительных работ Наркомата путей сообщения.
В 1942 году также был проведён второй этап эвакуации населения и промышленных предприятий из юго-западных районов страны (Воронежской, Орловской, Ростовской, Ворошиловградской и Сталинградской областей, Ставропольского и Краснодарского краёв) в глубокий тыл. По железной дороге был вывезен хлеб из зернохранилищ, расположенных в Сальских степях и на Кубани, где вырос богатый урожай.

## События
- 3 января Государственный комитет Обороны принял постановление «О восстановлении железных дорог», возложив руководство всеми восстановительными и заградительными работами на НКПС, который, в свою очередь, создал Главное управление военно-восстановительных работ (ГУВВР) во главе с В.А. Головко. Соответствующие управления были созданы на всех фронтах[2].
- 11 января 1942 года принят Приказ ГКО, обязавший НКПС в месячный срок построить железнодорожную линию от станции Войбокало до мыса Коса на Ладожском озере для снабжения блокадного Ленинграда[3]. Рост количества эвакуируемых и грузопотоков по ледовой дороге позволил повысить норму хлеба и других продуктов в осаждённом городе: к марту в город ежесуточно поступало до 200 вагонов с продовольствием и другими грузами. Для обеспечения возросших перевозок силами железнодорожных войск, спецформирований НКПС и строительных поездов были построены линии Будогощь-Тихвин, Любытино-Неболчи, Кабожа-Подборовье[4].
- 23 января — вышло постановление ГКО СССР о строительстве Волжской рокады (Иловля II — Саратов — Сызрань — Ульяновск — Свияжск) для обеспечения Сталинградского транспортного узла[5].
- 27 января — началось строительство военно-полевой узкоколейной железной дороги Жихарево — Погостье.
- Январь — начинает работать паромная переправа, соединившая станцию Паромная и правый берег Волги в районе Сталинграда.
- 5 февраля по перегону Войбокало-Лаврово прошёл первый поезд с продовольствием для Ленинграда[3].
- 15 февраля принято Постановление ГКО СССР № 1286/сс, поручившее НКВД строительство Волжской рокады[5].
- 16 февраля открылось движение по всей 34-километровой линии от станции Войбокало до мыса Коса на Ладожском озере для снабжения блокадного Ленинграда[3].
- 17 марта 1942 года ГКО утвердил проект Волжской рокады. Параллельно начинается подготовка трассы магистрали[5].
- Июнь — образована Печорская железная дорога (до 1947 года дорога носила название Северо-Печорская железная дорога).[6]
- 12 июля Военный совет Ленинградского фронта вынес постановление об организации паромной переправы через Ладогу для переправки на Большую землю простаивающих в Ленинграде паровозов и вагонов. Первый рейс с 4 паровозами и двумя тендерами состоялся 31 июля. Паром ходил три раза в сутки под обстрелом вражеской авиации, сначала только ночью, но со второй половины августа круглосуточно[2].
- 4 августа — закончено строительство линии Астрахань — Кизляр соединившей Рязано-Уральскую и Орджоникидзевскую железные дороги[7].
- 7 августа 1942 года, на 103-й день после начала земляных работ, первый поезд прошёл по участку «Иловля — Петров Вал» Волжской рокады (136 км)[5]. С 24 сентября началась временная эксплуатация на участке «Иловля — Петров Вал» в составе Рязанско-Уральской железной дороги.
- 11 сентября пошли поезда по участку Волжской рокады от Петрова Вала до Саратова (200 км)[5].
- 10 октября 1942 года передан НКВД в НКПС участок Волжской рокады «Свияжск — Ульяновск» (202 км). Рабочее движение по всему маршруту рокады открылось 15 октября 1942 года[8].
- 25 октября — введён в постоянную эксплуатацию однопутный тоннель под Амуром на Транссибирской магистрали вблизи Хабаровска.
- Новосибирский машинист паровоза Николай Лунин на полученную Сталинскую премию купил эшелон угля для Сталинграда и лично доставил его в город.
- Поезда пошли по новой линии от станции Адлер до Сухуми (ныне Абхазская железная дорога)[9].
- В СССР на Закавказской железной дороге открыто сквозное рабочее движение по Черноморской линии[10].
- Основан Ишимский механический завод.

## Новый подвижной состав
- В Германии на заводах Krupp построен опытный тепловоз NSB Di 1.
- В Германии и Польше начался выпуск паровозов серии ТЭ.
- На американских заводах ALCO и Baldwin по инициативе Транспортного корпуса начат выпуск паровозов S100 и S160 (на советских железных дорогах получил обозначение серии Ша).